# Jahnatal
Jahnatal è un comune di 4 761 abitanti della Sassonia, in Germania. Appartiene al circondario della Sassonia Centrale.
Non esiste alcun centro abitato denominato «Jahnatal»; si tratta pertanto di un comune sparso.

## Storia
Il comune di Jahnatal venne creato il 1º gennaio 2023 dalla fusione del comuni di Ostrau e Zschaitz-Ottewig.

### Esplicative
1. ↑  Letteralmente: «Valle della Jahna».

### Bibliografiche
1. 1 2  Ente statistico della Sassonia - Dati sulla popolazione